# Baskervilla machupicchuensis
Baskervilla machupicchuensis är en orkidéart som beskrevs av Nauray och Eric Alston Christenson. Baskervilla machupicchuensis ingår i släktet Baskervilla och familjen orkidéer.
Artens utbredningsområde är Peru. Inga underarter finns listade i Catalogue of Life.